# Pier Luigi Nervi
Pier Luigi Nervi (Sondrio, 21 de junho de 1891 — Roma, 9 de janeiro de 1979) foi um engenheiro civil e arquitecto italiano.
Estudou na Universidade de Bolonha, onde qualificou-se em 1913. Lecionou engenharia da Universidade de Roma "La Sapienza", de 1946 a 1961.
Entre as suas obras, destacam-se:

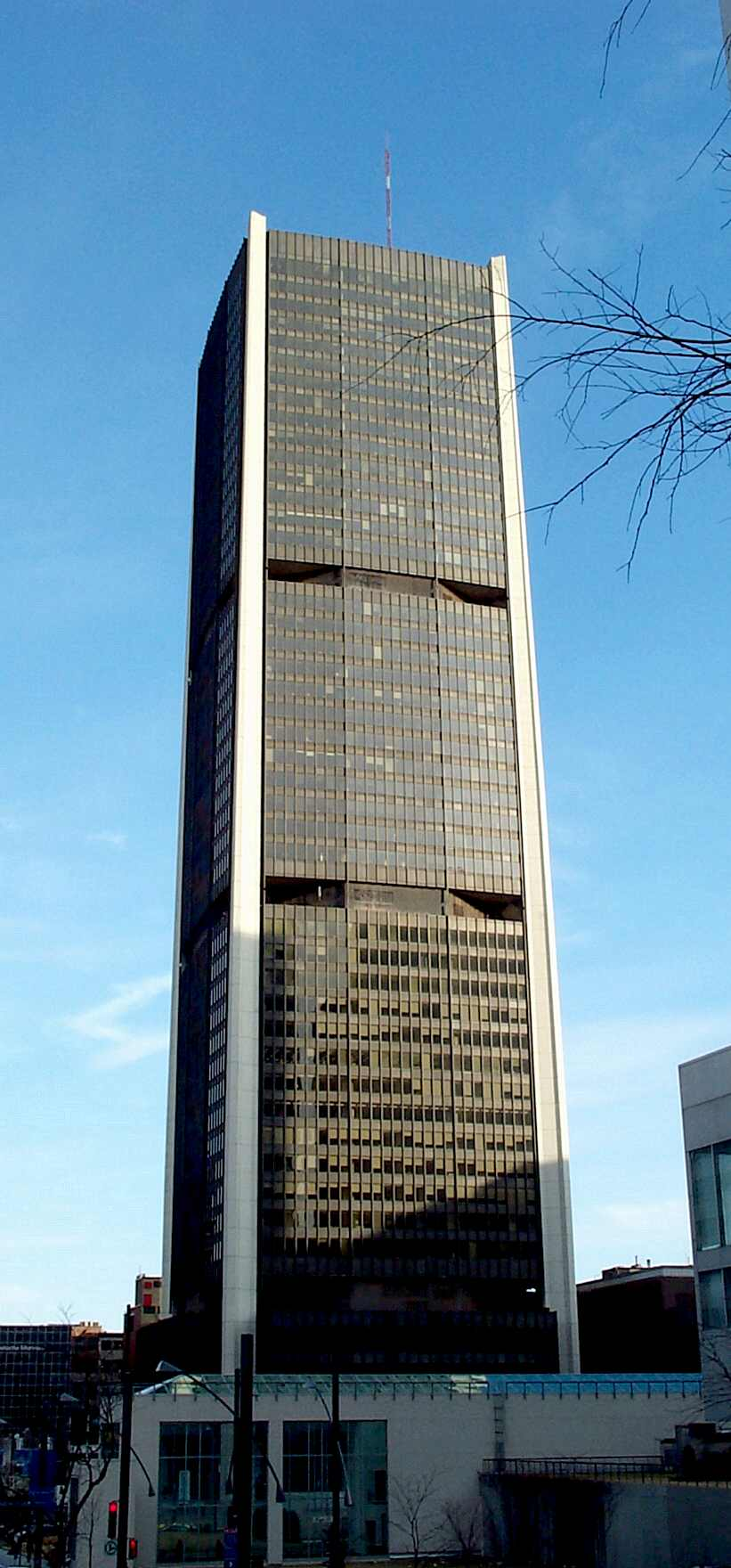
The Tour de la Bourse in Montreal (1964)

- Estádio Artemio Franchi, Florença (1931)
- Exhibition Building, Turim, Itália (1949).
- Sede da UNESCO headquarters, Paris (1950) (em colaboração com Marcel Breuer e Bernard Zehrfuss)
- Torre Pirelli, Milão (1950) (em colaboração com Gio Ponti)
- PalaLottomatica, Roma (1956)
- Palazzetto dello Sport, Roma (1958)
- Estádio Flamínio, Roma (1957)
- Palazzo del Lavoro, Turim (1961)
- Palazzetto dello sport, Turim (1961)
- Chiesa del Sacro Cuore, Florença (1962)
- Paper Mill, Mântua, Italy (1962)
- George Washington Bridge Bus Station, Nova Iorque (1963)
- Tour de la Bourse, Montreal (1964) (em colaboração com Luigi Moretti)
- Field House at Dartmouth College
- Thompson Arena at Dartmouth College (1973–74)
- Cathedral of Saint Mary of the Assumption, San Francisco, California (1967) (em colaboração com Pietro Belluschi)
- Paul VI Audience Hall, Vatican City (1971)
- Australian Embassy, Paris (1973), engenheiro consultor
- Good Hope Centre, Cidade do Cabo (1976) por Studio Nervi, an exhibition hall and conference centre, with the exhibition hall comprising an arch with tie-beam on each of the four vertical facades and two diagonal arches supporting two intersecting barrel-like roofs which in turn were constructed from pre-cast concrete triangular coffers with in-situ concrete beams on the edges.
- Norfolk Scope, Norfolk (Virgínia) (1971)

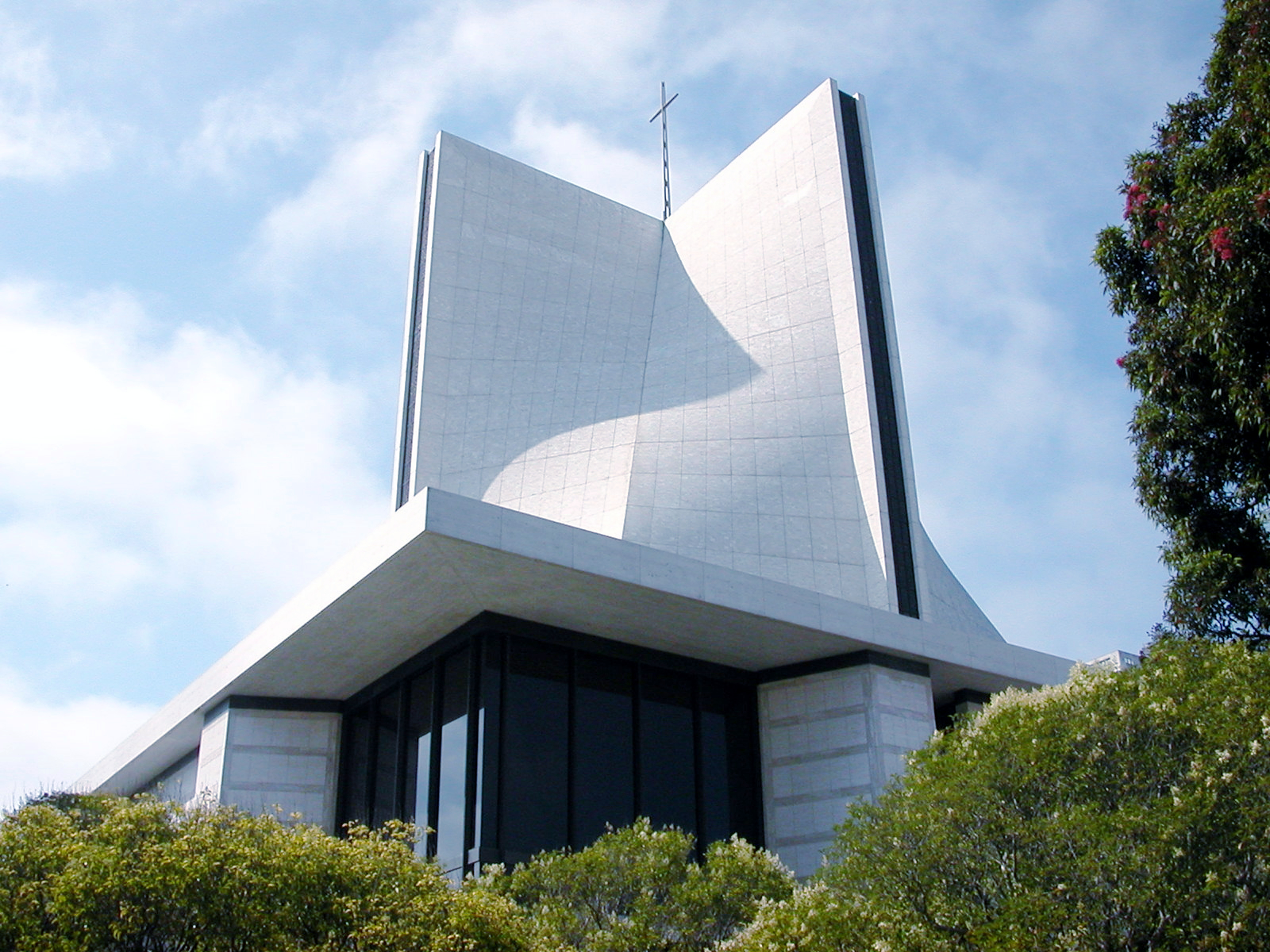
Catedral de Saint Mary of the Assumption
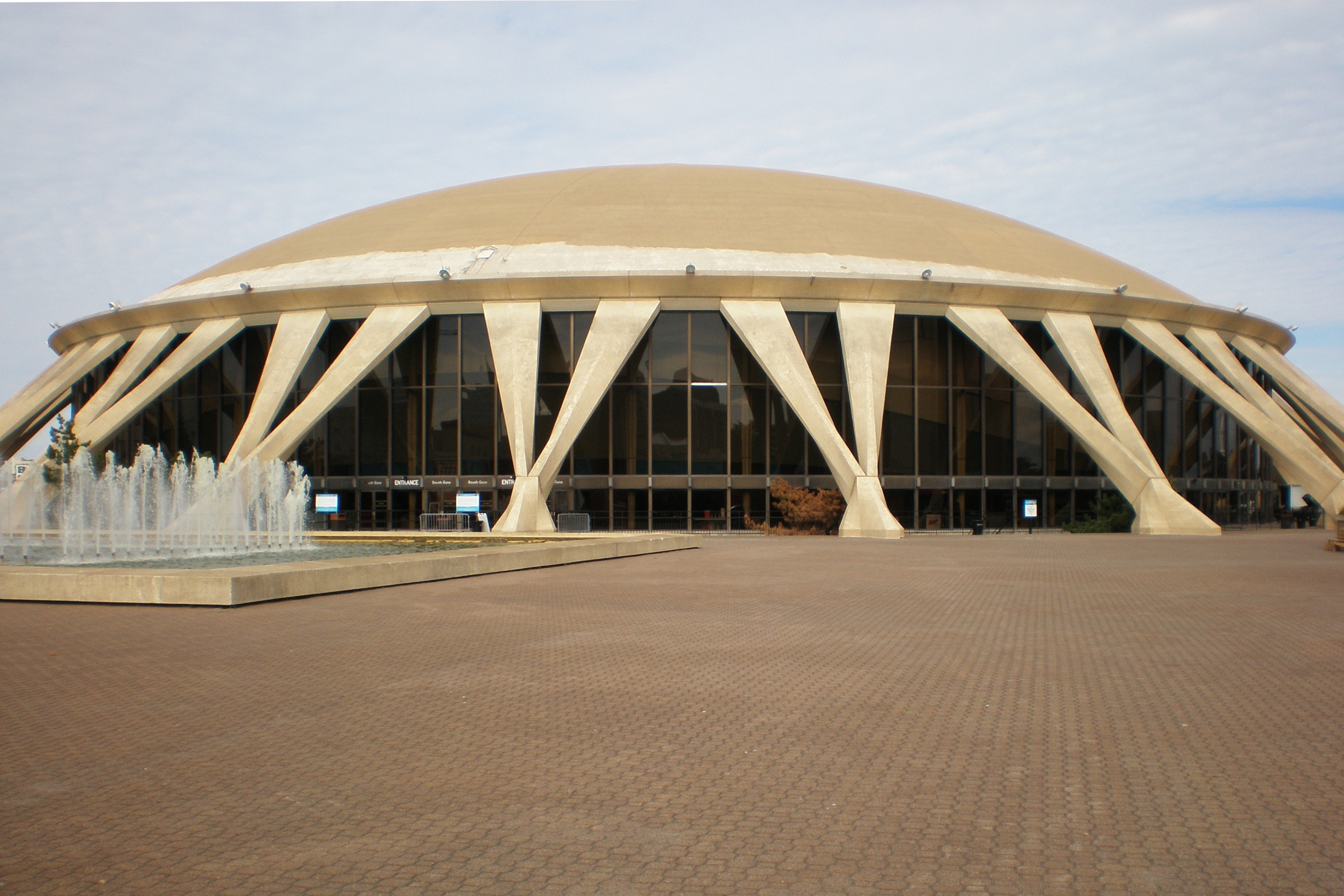
Norfolk Scope
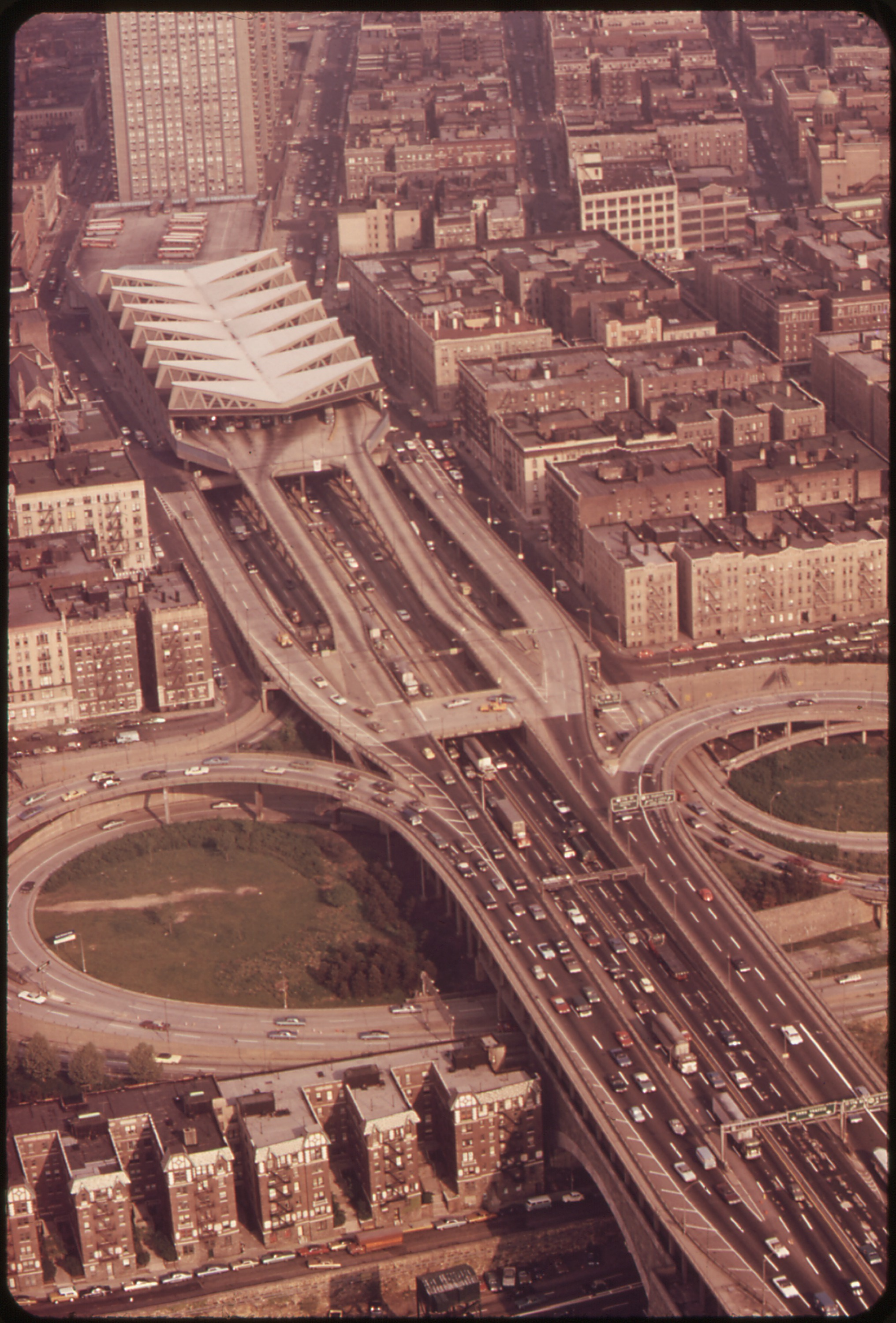
George Washington Bridge Bus Station

## Publicações
- Scienza o arte del construire? Bussola, Roma, 1945.
- Construire correttamente, Hoepli, Milão, 1954.
- Structures, Dodge, Nova Iorque, 1958.
- Aesthetics and Technology in Building. Cambridge, Mass, Harvard, 1966.